# Jamesport (Missouri)
Jamesport è un comune degli Stati Uniti d'America, situato nello Stato del Missouri, nella contea di Daviess.
Qui nacque l'attrice Martha Scott.